# 에어 케냐 익스프레스
에어 케냐 익스프레스(영어: Airkenya Express)는 케냐의 전세 항공사로 주로 아프리카 대륙에 취항하고 있다. 월슨 공항이 허브 공항으로 1987년에 설립 했으며 자회사는 리저널 항공이 있다.

## 보유 기종
- 2017년 8월 기준으로 에어 케냐 익스프레스는 다음과 같은 기종을 보유하고 있으며 평균 기령은 22.5년이다.[2][3]